# Cruz de Santa Eufrosina

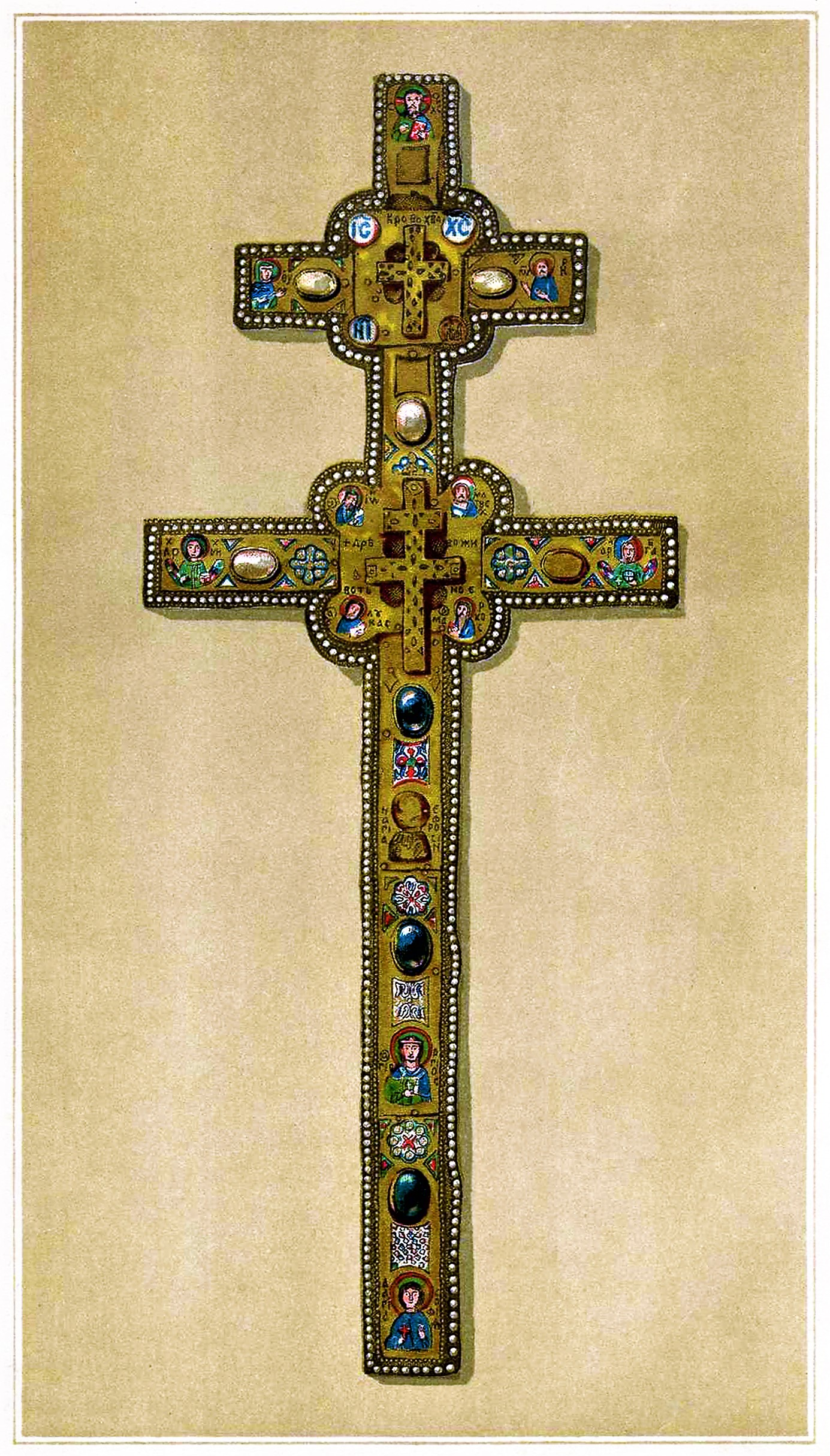
Reproducción de la Cruz Pólatsk de 1889

La Cruz de Santa Eufrosina era una reliquia venerada dentro de la Iglesia ortodoxa rusa y bielorrusa, fabricada en 1161 por Lazar Bohsha por la orden de la Santa Eufrosina de Pólatsk, y desaparecida en 1941 en Maguilov, en medio de los enfrentamientos durante la Segunda Guerra Mundial.
Eufrosina, abadesa del Convento de Pólatsk, ordenó la cruz para decorar la Iglesia de la Transfiguración. La simple cruz de ciprés estaba decorada con oro, piedras preciosas y esmalte, representando a Jesucristo, Juan el Bautista, Theotokos, los Cuatro Evangelistas, los arcángeles Gabriel y Miguel, y los tres santos patrones de Eufrosina y sus padres. Su elaboración costó 120 grivnas. En su interior, la cruz poseía fragmentos de la Vera Cruz y otras reliquias.
En el siglo XIII, la cruz fue trasladada a Smolensk; después de un largo viaje por todo el país, fue devuelto a Pólatsk en 1841. La cruz fue completamente fotografiada para su registro en 1896. En 1928, la reliquia nacionalizada fue llevada a Minsk, y posteriormente, en 1929, a Maguilov, donde fue encerrada en una caja de seguridad en la sede del Partido comunista regional durante la era soviética.

## Desaparición
La cruz desapareció en Bielorrusia durante la operación Barbarroja, por parte de la Alemania nazi (entre junio y julio de 1941).
No existen fuentes fiables que expliquen la desaparición de la cruz en 1941. Existen al menos 3 diferentes versiones sobre su destinos (sin hacer mención a su posible destrucción por un incendio o por saqueo):
- La versión oficial de los soviéticos declaraba abruptamente que la cruz había sido saqueada por los alemanes.
- En 1991, el ministro de Cultura de Bielorrusia afirmó que la cruz, junto con otros tesoros nacionales, habían sido evacuados hacia Moscú.
- Los documentos alemanes de la organización Alfred Rosenberg registran un tesoro de Maguilov que había sido capturado por los alemanes en Smolensk. Sin embargo, no existe evidencia alguna de la Cruz de Pólatsk.[1]

En 1997, Nikolay Kuzmich, artesano de Brest, completó una réplica de la cruz oficialmente respaldada, que actualmente es exhibida en la catedral de Pólatsk.

## Uso simbólico moderno
A menudo, la Cruz de Santa Eufrosina es considerada como un símbolo nacional de Bielorrusia. La versión de 1991 del escudo de armas de Pahonia presenta una cruz similar a la de Santa Eufrosina, en el escudo del caballero.
La Cruz es el tema  de dos sellos postales de Bielorrusia, fueron emitidos en los años 1992 y 2001, y en 2007, se diseñó una moneda conmemorativa.

El movimiento de oposición nacional-democrático Frente Juvenil, tiene la cruz como principal elemento de su símbolo.

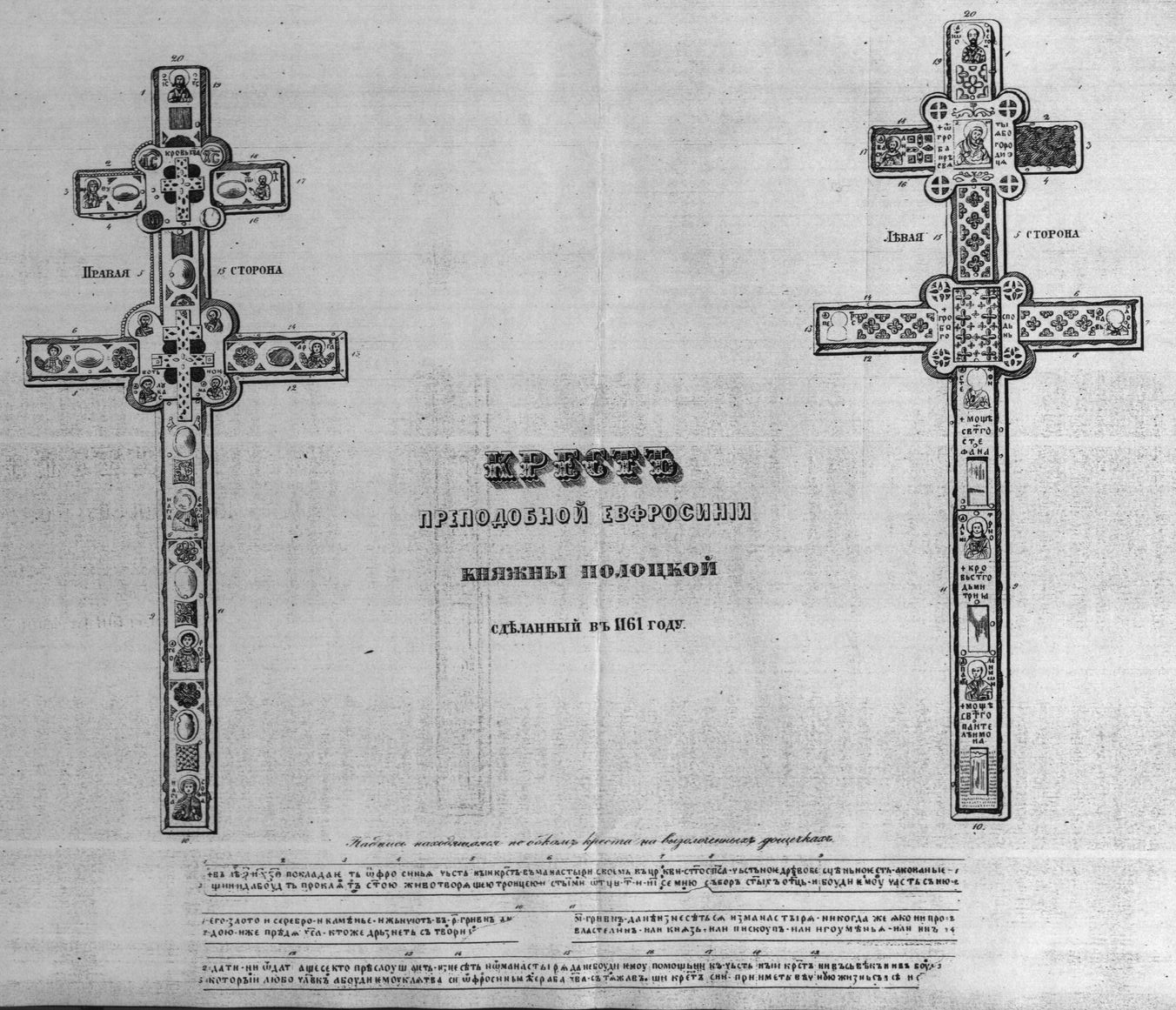
Dibujo de la cruz de 1863, en la que se presenta ambos lados de ella.
Pahonia, el escudo de armas de Bielorrusia (versión de 1990)
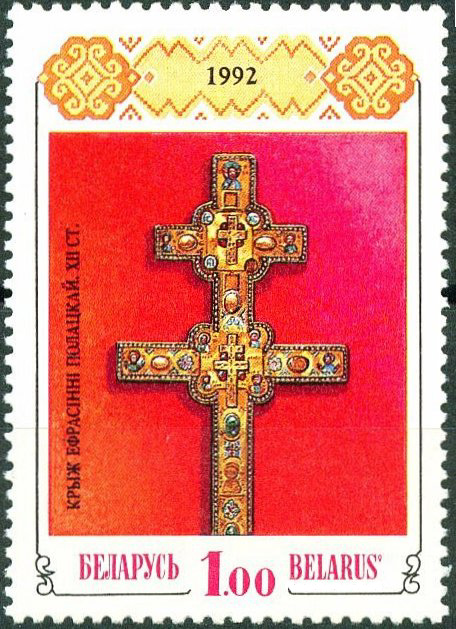
Sello postal de la Cruz de Santa Eufrosina de 1992
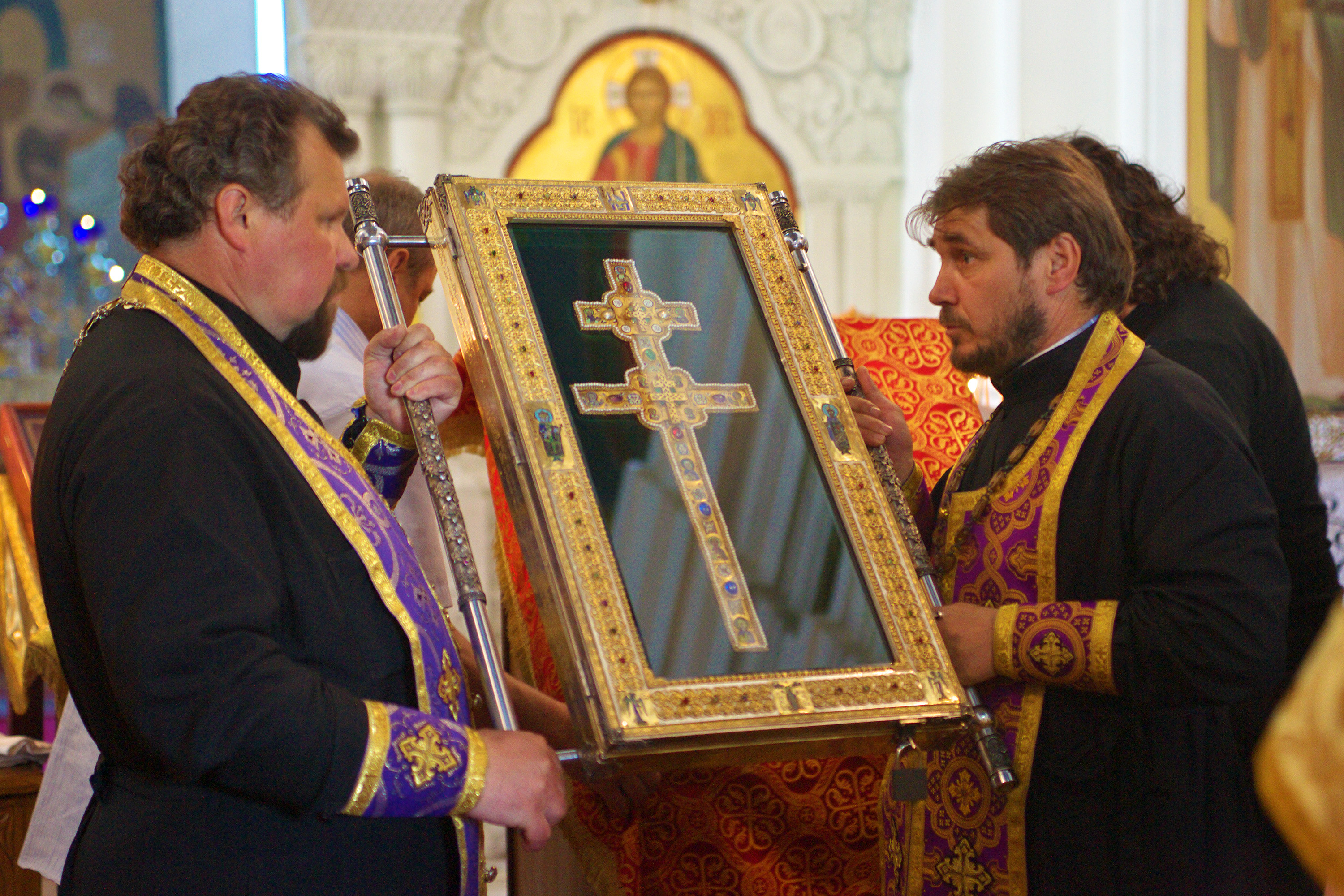
Copia de la Cruz de Santa Eufrosina, 1997
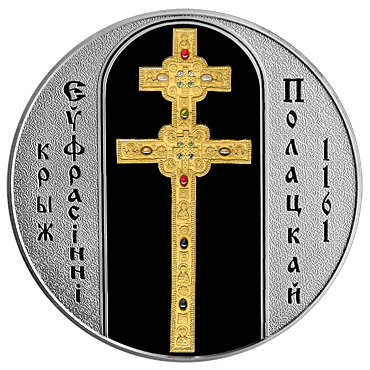
Moneda conmemorativa bielorrusa de 2007
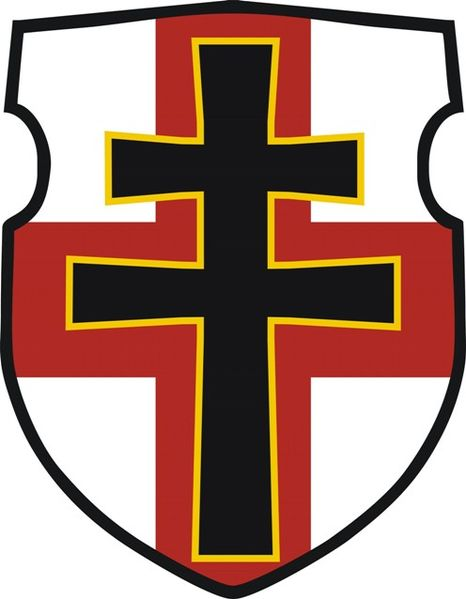
Emblema del Frente Juvenil, un movimiento de oposición democrático nacional